# Zasada koncentracji (administracja)
Zasada koncentracji – reguła obowiązująca w administracji państwowej, gdy jej kompetencje mają być spełniane przez szczeble wyższe, zwłaszcza przez szczebel centralny. Następuje wówczas skupienie władzy w jednych rękach. Jej przeciwieństwem jest zasada dekoncentracji, gdzie kompetencje administracyjne są powierzone także organom terenowym.